# Paaskiviikko
Paaskiviikko är en veckolång kvänsk festival i Nord-Troms i Norge, vilken arrangeras årligen sedan 2007 i juni månad. Evenemang ordnas i kommunerna Lyngen, Storfjord, Kåfjord, Skjervøy, Nordreisa och Kvænangen. 
Festivalveckan ingår i Halti kvenkultursenter – Haltiin kväänisentters verksamhet. Paaskiviikko har fokus på kvänskt språk, kultur och historia. 
Festivalen arrangerades för första gången i Nordreisa 2007 under namnet Baaskifestivalen, med Nordreisa kommun som arrangör..   
Namnet Paaskiviikko började användas 2010, efter det att Halti kvenkultursenter övertog ansvaret för festivalen och den utvidgades till en regional kulturvecka i Nord-Troms. Namnet kommer från de kvänska orden "paaski" (båt) och "viikko" (vecka). Paaski är en liten och lätt tidigare använd flatbottnad fjord- och älvroddbåt i trä, officiellt benämnd "bask" på norska, men lokalt av norrmän kallad "baaski".
Till den första festivalen 2007 rekonstruerade Halti nasjonalparksenter A/S en paaski på basis av ett fynd av ett vrak av en paaski i Pessimukka i Nordreisa.